# Abrostola urentis
Abrostola urentis (tên tiếng Anh: Variegated Brindle) là một loài bướm đêm thuộc họ Noctuidae. Nó được tìm thấy ở Nova Scotia phía tây across Canada tới đảo Vancouver, phía nam đến North Carolina, Missouri, Texas, Colorado và Oregon.
Sải cánh dài 30–32 mm. Con trưởng thành bay từ tháng 6 đến tháng 7 làm một đợt tùy theo địa điểm.
Ấu trùng ăn Urtica dioica.